# Blodkantlav
Blodkantlav (Bellemerea sanguinea) är en lavart som först beskrevs av Kremp., och fick sitt nu gällande namn av Hafellner & Cl. Roux. Blodkantlav ingår i släktet Bellemerea och familjen Lecideaceae.  Arten är reproducerande i Sverige. Inga underarter finns listade i Catalogue of Life.